# Matrice a diagonale dominante
In algebra lineare una matrice a diagonale dominante per righe in senso debole, o più comunemente matrice a diagonale dominante (o dominante diagonale), è una matrice quadrata {\displaystyle A\in \mathbb {C} ^{n\times n}} di ordine {\displaystyle n} i cui elementi diagonali sono maggiori o uguali in valore assoluto della somma di tutti i restanti elementi della stessa riga in valore assoluto:
{\displaystyle |a_{ii}|\geq \sum _{j=1,\,j\neq i}^{n}|a_{ij}|.}
Qualora tale relazione valga in senso stretto, ossia
{\displaystyle |a_{ii}|>\sum _{j=1,\,j\neq i}^{n}|a_{ij}|,}
la matrice si definisce a diagonale dominante in senso stretto, o in senso forte, per righe, o fortemente dominante diagonale.
Quando le stesse definizioni vengono date per colonne, ossia
{\displaystyle |a_{ii}|\geq \sum _{j=1,\,j\neq i}^{n}|a_{ji}|\qquad {\text{e}}\qquad |a_{ii}|>\sum _{j=1,\,j\neq i}^{n}|a_{ji}|,}
si hanno rispettivamente una matrice a diagonale dominante per colonne in senso debole (o dominante diagonale per colonne) e una matrice a diagonale dominante in senso stretto, o in senso forte, per colonne (o fortemente dominante diagonale per colonne).

## Matrici irriducibilmente dominanti diagonali
Una matrice quadrata {\displaystyle A\in \mathbb {C} ^{n\times n}} si dice irriducibilmente dominante diagonale (i.d.d.) per righe se:
- {\displaystyle A} è una matrice irriducibile per permutazioni,
- {\displaystyle A} è una matrice a diagonale dominante per righe in senso debole,
- Vale la disuguaglianza stretta per almeno un indice {\displaystyle i}, ovverosia esiste un {\displaystyle i} tale per cui {\displaystyle |a_{ii}|>\sum _{j=1,\,j\neq i}^{n}|a_{ij}|}.

Analogamente si definisce una matrice i.d.d. per colonne. Per il terzo teorema di Gershgorin, una matrice i.d.d. è sempre non singolare.

## Proprietà
Valgono i seguenti teoremi:
- Una matrice {\displaystyle A} è a diagonale dominante (in senso stretto) per righe se rispettivamente {\displaystyle A^{T}} lo è per colonne.
- Analogamente una matrice {\displaystyle A} è a diagonale dominante (in senso stretto) per colonne se rispettivamente {\displaystyle A^{T}} lo è per righe.
- Una matrice a diagonale dominante in senso stretto è sempre non singolare (cioè ha determinante diverso da zero e quindi è invertibile). Questa è una conseguenza del primo teorema di Gershgorin. Non vale per forza lo stesso per una matrice a diagonale dominante in senso debole: per esempio, {\displaystyle {\begin{pmatrix}1&1\\1&1\end{pmatrix}}} non è invertibile.

- Se {\displaystyle A} è una matrice a diagonale dominante la sua fattorizzazione {\displaystyle A=LU} può essere ottenuta senza pivoting.
- Se {\displaystyle A} è fortemente dominante diagonale o i.i.d., allora {\displaystyle a_{ii}\neq 0} per ogni {\displaystyle i}[1].

- Se la matrice dei coefficienti {\displaystyle A} di un sistema lineare {\displaystyle Ax=b} è a diagonale dominante in senso stretto o è irriducibilmente dominante diagonale (per righe o per colonne), i metodi di risoluzione iterativa di Jacobi e Gauss-Seidel convergono alla soluzione del sistema (i raggi spettrali delle matrici di iterazione sono strettamente minori di {\displaystyle 1}).

- Ogni sottomatrice principale[2] di una matrice a diagonale dominante è a sua volta una matrice a diagonale dominante.

- Se {\displaystyle A} è una matrice simmetrica (o hermitiana nel caso complesso) a diagonale dominante in senso stretto con elementi sulla diagonale tutti positivi, allora {\displaystyle A} è anche definita positiva[3].